# Isaiah Taylor
Isaiah Shaquille Taylor (Hayward, 11 luglio 1994) è un cestista statunitense.

## Statistiche

### College
| Anno      | Squadra         | PG | PT | MP   | TC%  | 3P%  | TL%  | RP  | AP  | PRP | SP  | PP   |
| --------- | --------------- | -- | -- | ---- | ---- | ---- | ---- | --- | --- | --- | --- | ---- |
| 2013-2014 | Texas Longhorns | 35 | 35 | 30,1 | 39,1 | 26,3 | 74,8 | 3,3 | 4,0 | 1,1 | 0,1 | 12,7 |
| 2014-2015 | Texas Longhorns | 24 | 24 | 31,5 | 40,1 | 28,2 | 84,2 | 3,2 | 4,6 | 1,0 | 0,1 | 13,1 |
| 2015-2016 | Texas Longhorns | 33 | 33 | 30,9 | 42,0 | 31,1 | 81,1 | 2,8 | 5,0 | 0,9 | 0,2 | 15,0 |
| Carriera  | Carriera        | 92 | 92 | 30,8 | 40,4 | 29,4 | 79,2 | 3,1 | 4,5 | 1,0 | 0,1 | 13,6 |

### NBA

#### Regular Season
| Anno      | Squadra         | PG | PT | MP   | TC%  | 3P%  | TL%  | RP  | AP  | PRP | SP  | PP  |
| --------- | --------------- | -- | -- | ---- | ---- | ---- | ---- | --- | --- | --- | --- | --- |
| 2016-2017 | Houston Rockets | 4  | 0  | 13,0 | 14,3 | 0,0  | 50,0 | 0,8 | 0,8 | 0,3 | 0,3 | 0,8 |
| 2017-2018 | Atlanta Hawks   | 67 | 9  | 17,4 | 41,8 | 25,0 | 70,2 | 1,4 | 3,1 | 0,5 | 0,1 | 6,6 |
| Carriera  | Carriera        | 71 | 9  | 17,2 | 41,3 | 24,4 | 69,9 | 1,4 | 2,9 | 0,5 | 0,2 | 6,3 |

#### Playoffs
| Anno     | Squadra         | PG | PT | MP  | TC% | 3P% | TL% | RP  | AP  | PRP | SP  | PP  |
| -------- | --------------- | -- | -- | --- | --- | --- | --- | --- | --- | --- | --- | --- |
| 2017     | Houston Rockets | 3  | 0  | 3,3 | 0,0 | 0,0 | -   | 0,7 | 0,3 | 0,0 | 0,0 | 0,0 |
| Carriera | Carriera        | 3  | 0  | 3,3 | 0,0 | 0,0 | -   | 0,7 | 0,3 | 0,0 | 0,0 | 0,0 |

### G League
| Anno      | Squadra       | PG | PT | MP   | TC%  | 3P%  | TL%  | RP  | AP   | PRP | SP  | PP   |
| --------- | ------------- | -- | -- | ---- | ---- | ---- | ---- | --- | ---- | --- | --- | ---- |
| 2016-2017 | R.G.V. Vipers | 25 | 19 | 34,9 | 51,5 | 45,7 | 81,6 | 3,0 | 6,0  | 0,7 | 0,1 | 21,0 |
| 2017-2018 | Erie BayHawks | 4  | 4  | 34,4 | 49,3 | 44,4 | 78,9 | 2,8 | 10,3 | 0,8 | 0,0 | 21,3 |
| 2019-2020 | R.G.V. Vipers | 21 | 18 | 31,4 | 52,0 | 30,6 | 65,1 | 3,7 | 5,6  | 1,1 | 0,2 | 16,3 |
| Carriera  | Carriera      | 50 | 41 | 33,4 | 51,5 | 40,8 | 78,2 | 3,3 | 6,2  | 0,9 | 0,2 | 19,0 |

### Eurolega
| Anno      | Squadra         | PG | PT | MP   | TC%  | 3P%  | TL%  | RP  | AP  | PRP | SP  | PP  |
| --------- | --------------- | -- | -- | ---- | ---- | ---- | ---- | --- | --- | --- | --- | --- |
| 2022-2023 | Anadolu Efes    | 11 | 0  | 10,3 | 37,5 | 28,6 | 100  | 0,5 | 0,5 | 0,5 | 0,0 | 2,6 |
| 2022-2023 | Žalgiris Kaunas | 15 | 9  | 17,1 | 49,5 | 53,3 | 63,0 | 1,1 | 2,4 | 0,5 | 0,0 | 7,9 |
| Carriera  | Carriera        | 26 | 9  | 14,3 | 47,1 | 45,5 | 72,2 | 0,8 | 1,6 | 0,5 | 0,0 | 5,7 |

## Palmarès

### Squadra
- Campionato lituano: 1

Žalgiris Kaunas: 2022-2023
- Coppa di Lituania: 1

Žalgiris Kaunas: 2022-2023

### Individuale
- All-NBDL All-Rookie First Team (2017)
- Lietuvos krepšinio lyga MVP finali: 1

Žalgiris Kaunas: 2022-23